# 徐令义
徐令义（1958年4月—），男，汉族，浙江衢州人。中华人民共和国政治人物，中共中央党校研究生学历。现任全国政协社会和法制委员会主任。曾任中共中央纪委副书记、国家监委副主任，中央巡视组正部长级巡视专员等职。中共十九大代表。

## 经历

### 浙江
高中毕业后在江苏省军区独立师三团服役，退伍后在家乡任民办教师，后考入温州师范专科学校，毕业后留校任职。1976年3月参加工作。1977年5月加入中国共产党。1984年转入政界，在中共温州市委宣传部理论科任职，后历任温州市委政研室副主任、共青团温州市委书记、温州市委副秘书长兼办公室主任、永嘉县委书记、温州市委常委兼乐清市委书记。
2001年8月，任浙江省委宣传部副部长；2005年8月，任浙江省委副秘书长。

### 中央
2008年4月，任国家信访局副局长、党组成员。2014年2月，任中央文明办专职副主任。2015年3月，任中央纪委驻中央办公厅纪检组组长。
2017年4月起，任中央巡视组巡视专员（正部长级）；
2017年10月，在中国共产党第十九次全国代表大会上当选第十九届中央纪律检查委员会委员，并在随后召开的十九届中央纪委第一次全体会议上当选为中国共产党中央纪律检查委员会常委、副书记。
2018年3月，第十三届全国人民代表大会常务委员会第一次会议决定任命其为中华人民共和国国家监察委员会副主任。2022年10月30日，不再担任国家监察委员会副主任职务。
2023年1月17日，徐令义当选为第十四届全国政协委员。
2023年3月，任政协第十四届全国委员会社会和法制委员会主任。